# Zankezour Goris
Zankezour Goris (orm. „Զանգեզուր“ Ֆուտբոլային Ակումբ Գորիս, dialekt zach. "Zankezour" Futbolajin Akumby Goris, dialekt wsch. "Zangezour" Futbolajin Akumby Goris) – ormiański klub piłkarski z siedzibą w miejscowości Goris.

## Historia
Klub został założony w 1982. Występował w rozgrywkach amatorskich.
Rok po uzyskaniu przez Armenię niepodległości startował w Aradżin chumb, w której zajął 1. miejsce i w 1994 debiutował w najwyższej lidze Armenii. W sezonie 1996/97 zajął przedostatnie 11. miejsce i spadł do Aradżin chumb, ale nie przystąpił do rozgrywek i został rozwiązany.

## Sukcesy
- Mistrzostwo Armenii: 5. miejsce (1995)
- Puchar Armenii: 1/8 finału (1994, 1995, 1995/96)